# Кійосімо
«Кійосімо» (Kiyoshimo, яп. 清霜) — ескадрений міноносець Імперського флоту Японії типу «Югумо», який взяв участь у Другій світовій війні.

## Історія створення
Корабель був закладений 16 березня 1943 року на верфі «Uraga Dock». Спущений на воду 29 лютого 1944 року, вступив у стрій 15 травня того ж року.

## Історія служби
Певний час після завершення «Кійосімо» займався тренуваннями у водах Японського архіпелагу, а 30 червня 1944-го вийшов у свій перший похід, здійснивши транспортний рейс до Тітідзіми (острови Оґасавара). 7 серпня есмінець вийшов з Куре та попрямував до Південно-Східної Азії. На шляху туди він супроводжував конвої та в підсумку прибув до розташованої в районі Сінгапуру якірної стоянки Лінгга, де зібрались головні сили японського флоту (дії підводних човнів на комунікаціях вкрай ускладнювали доставлення палива до Японії, що вже на початку 1944-го призвело до рішення базувати кораблі поблизу від районів нафтовидобутку).
18 жовтня 1944-го головні сили японського флоту полишили Лінгга для підготовки до протидії неминучій ворожій атаці на Філіппіни. Вони пройшли через Бруней, після чого розділились на два з'єднання. «Кійосімо» увійшов до ескорту головних сил адмірала Куріти, які 24 жовтня пройшли через море Сібуян (внутрішня частина Філіппінського архіпелагу на південь від острова Лусон) під потужними ударами американської авіації. Цього дня «Кійосімо» зазнав пошкоджень від прямого влучання бомби та 5 близьких вибухів, максимальна швидкість впала до 21 вузла. Також корабель надавав допомогу пошкодженому лінкору «Мусаші», а потім разом з есмінцем «Хамакадзе» провадив порятунок моряків з цього корабля. Як наслідок, «Кійосімо» відділився від головних сил та пройшов до Маніли (тоді як з'єднання Куріти вийшло у Філіппінське море та провело 25 жовтня бій біля острова Самар).
27—29 жовтня 1944-го «Кійосімо» пройшов з Маніли до Брунею, при цьому на шляху туди доставив фахівців з судноремонту до Корону (східне завершення архіпелагу Палаван), куди після нещодавніх битв прибували пошкоджені кораблі. 1—3 листопада Кійосміо доставив з Брунею до Маніли контрадмірала (командував ескадрою, до якої належав сам есмінець), а 5—8 листопада перейшов назад, ескортуючи легкий крейсер «Ойодо».
8—12 листопада 1944-го «Кійосімо» охороняв перехід з Брунею до Сінгапура на ремонт важкого крейсера «Такао» (був торпедований підводним човном ще 23 жовтня, під час прямування разом зі з'єднанням Куріти до місця майбутньої вирішальної битви).

### Загибель
У певний момент «Кійосімо» перейшов до бухти Камрань (центральна частина узбережжя В'єтнаму). Тут зібрався загін для рейду на острів Міндоро (дещо південніше від Маніли), де 15 грудня висадився ворожий десант. 24 грудня 1944-го «Кійосімо» та ще 2 есмінці, а також 3 ескортні есмінці, 1 важкий та 1 легкий крейсер полишили Камрань. Ввечері 26 грудня на підході до Міндоро загін атакувала авіація. «Кійосімо» зазнав двох прямих влучань бомбами та втратив здатність до навігації. Дещо пізніше есмінець був добитий американським торпедним катером PT-223. Загинуло 82 члени екіпажу, 169 моряків врятував есмінець «Асасімо».